# Trafik AB Stockholm-Södra Lidingön

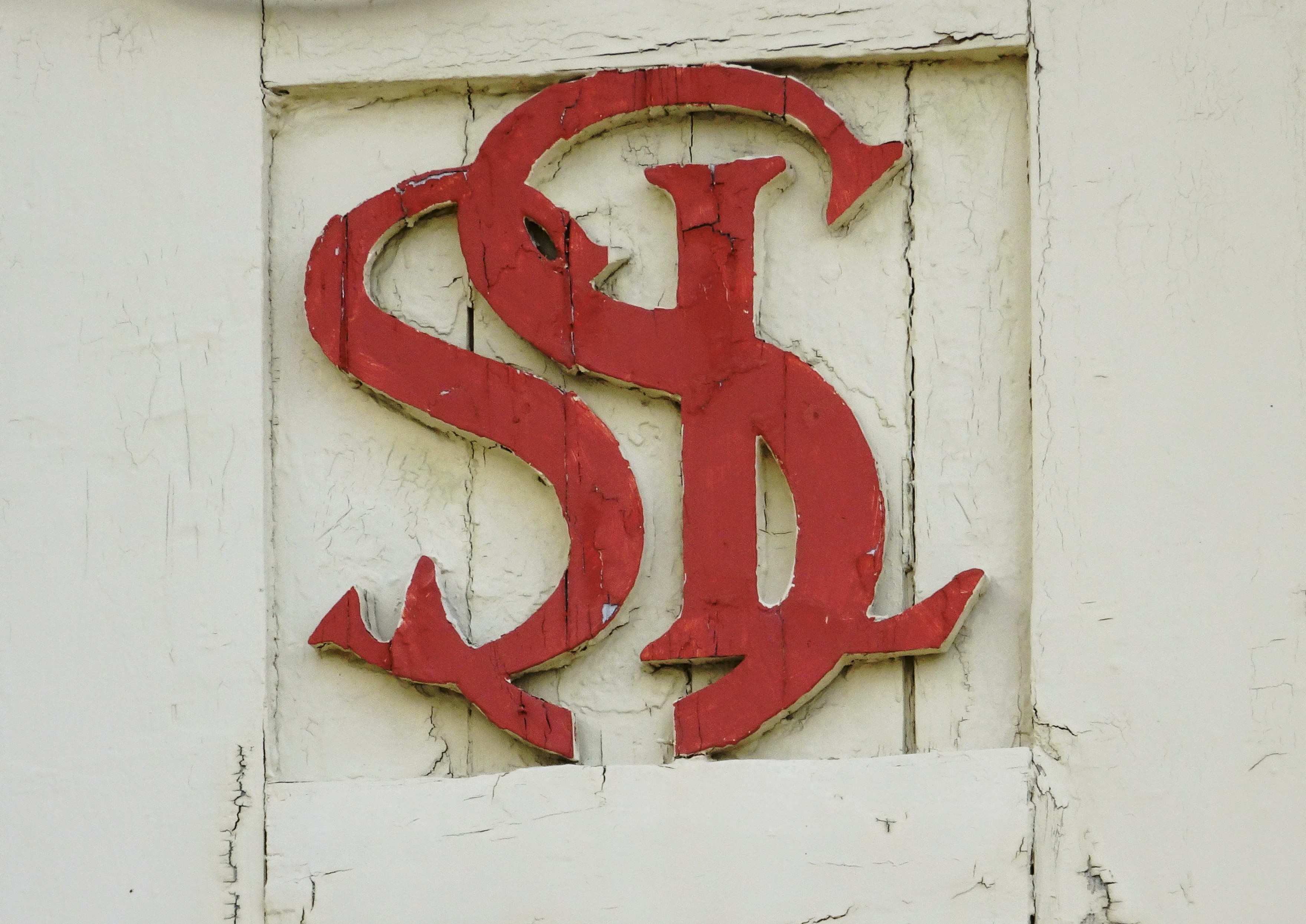
Logo för Stockholm-Södra Lidingön.

Trafik AB Stockholm-Södra Lidingön var ett trafikföretag på Lidingö utanför Stockholm.

## Historik
Bolaget bildades 1912 och registrerades i bolagsregistret den 20 januari 1913. Ändamålet med företaget var att bygga och driva den förortsbana som kom att kallas Södra Lidingöbanan. Stiftare var Aktiebolaget Gas Accumulator (AGA), AB Herserud och AB Skärsätra. Från mitten av 1940-talet hade bolaget en med Lidingö Trafik AB och Lidingö Omnibus AB gemensam förvaltning. Hörjelöverenskommelsen 1964 innebar en samordning av all kollektivtrafik i Stockholms län under gemensamt huvudmannaskap. Den 1 oktober 1967 övertogs bolaget av Kommunalförbundet för Stockholms stads och läns regionala frågor (KSL) och blev ett dotterbolag till AB Storstockholms Lokaltrafik. Den 1 januari 1968 införlivades Lidingö Trafik AB, ägare av Norra Lidingöbanan, med bolaget. Organisationsnumret var 556011-3267.
Verksamheten integrerades successivt i SL, men bolaget kvarstod länge som dotterbolag. Det bytte 1992 namn till SL Lidingö Trafik AB men hade på senare år ingen verksamhet då trafiken var upphandlad. Bolaget likviderades formellt år 2013 och avregistrades ur bolagsregistret 2014.  

## Verkställande direktörer
- Nils Victorin (1913-1917)
- Olof Billvall (1917-1925)
- John Ericsson (1925-1949)
- Eric Johnsson (1949-1962)
- F. Rey Harwall (1962-1967)
- Från 1968 var SL:s vd även verkställande direktör för detta företag med en vice vd som lokal platschef.